# Психоинтернат
Психоинтернат — упразднённый в 2022 году посёлок в Навлинском районе Брянской области  России. На год упразднения входил в состав Алешинского сельского поселения.

## География
Находится в восточной части Брянской области на расстоянии приблизительно 9 км на северо-запад по прямой от районного центра поселка Навля.

## История
Упоминался с начала XX века как хутор Алешенский (Алешинский). С 1920-х годов одноимённый совхоз, затем Алешинская МТС. С 1960 года нынешнее учреждение и соответствующее название. На карте 1941 года обозначен как совхоз «Алешинский».
Упразднён Законом Брянской области от 26.09.2022 № 71-З
«Об упразднении населенных пунктов Клетнянского, Комаричского, Навлинского и Почепского районов Брянской области».
С 2022 включён в состав села Алешинка и исключён из учётных данных (нет в источнике).

## Население
Численность населения: 107 человек (русские 100 %) в 2002 году, 133 в 2010.